# (524522) Zoozve

Animation der Bewegung von Merkur (grün), Venus (weiß), Erde (blau) und (524522) Zoozve (violett) um die Sonne (gelb), Anfang 2023 bis Ende 2024

(524522) Zoozve ist ein erdnaher Asteroid des Aten-Typs, der am 11. November 2002 vom LONEOS-Projekt des Lowell Observatory entdeckt wurde.
Der Asteroid steht in 1:1-Resonanz zur Venus und ist zurzeit ihr einziger bekannter Quasisatellit. Dieser ist der erste entdeckte dieser Art und bislang der einzige bekannte koorbitale Begleiter der Venus. (524522) Zoozve scheint, von der Venus aus betrachtet, innerhalb eines Venusjahrs einmal um den Planeten zu kreisen, allerdings befindet er sich tatsächlich in einer Umlaufbahn um die Sonne.
Berechnungen zufolge befindet er sich bereits seit 7.000 Jahren auf seiner derzeitigen Umlaufbahn und wird ihr noch für weitere 500 Jahre folgen. Durch die hohe Exzentrizität von etwa 0,4 und die Inklination von rund 9° ist sein maximaler Abstand von der Sonne fast so groß wie der der Erde und sein minimaler Abstand kleiner als das Aphel des Merkur; er nähert sich der Erde auch an. Vermutlich war der Asteroid vor etwa 7.000 Jahren ein erdnaher Asteroid, der von der Erde selbst auf seine derzeitige Bahn gebracht wurde.
Der Name „Zoozve“ entstammt einer schlecht lesbaren handschriftlichen Notiz des ursprünglichen Namens „2002 VE“ in einem gezeichneten Poster für ein Kinderzimmer. In dieser Darstellung erscheinen die beiden geschriebenen Ziffern „2“ als Buchstaben „Z“. Das sonst auf Korrektheit bedachte, namensgebende Komitee der Internationalen Astronomischen Union (IAU) hat diese Auslegung akzeptiert und den Namen „Zoozve“ bewilligt.